# Steinweiler
Steinweiler est une municipalité de la Verbandsgemeinde Kandel, dans l'arrondissement de Germersheim, en Rhénanie-Palatinat, dans l'ouest de l'Allemagne.

## Références

Localisation de Steinweiler dans la Verbandsgemeide et dans l'arrondissement